# Rajd España 1973
Rajd RACE de España 1973 (21. RACE Rallye de España) – 21 edycja rajdu samochodowego RACE Rallye de España rozgrywanego w Hiszpnii. Rozgrywany był od 26 do 28 października 1973 roku. Była to dwudziesta pierwsza runda Rajdowych Mistrzostw Europy w roku 1973 oraz trzynasta runda Rajdowych Mistrzostw Hiszpanii.

## Klasyfikacja rajdu
| Miejsce                      | Kierowca                     | Pilot                           | Samochód                     | Czas                         | Strata                       |                              |
| Klasyfikacja generalna i ERC | Klasyfikacja generalna i ERC | Klasyfikacja generalna i ERC    | Klasyfikacja generalna i ERC | Klasyfikacja generalna i ERC | Klasyfikacja generalna i ERC | Klasyfikacja generalna i ERC |
| ---------------------------- | ---------------------------- | ------------------------------- | ---------------------------- | ---------------------------- | ---------------------------- | ---------------------------- |
| 1.                           | Jorge Bäbler Bebié           | Ricardo Antolín                 | Seat 1430 / 1800             |                              | 0.0                          |                              |
| 2.                           | Estanislao Reverter          | Antonio Reverter                | Alpinche                     |                              |                              |                              |
| 3.                           | Claude Haldi                 | Federico van der Hoeven         | Porsche 911 Carrera RS 2.7   |                              |                              |                              |
| 4.                           | Marc Etchebers               | Marie-Christine Etchebers-Rives | Porsche 911 S                |                              |                              |                              |
| 5.                           | Antonio Zanini               | Jordi Sabater                   | Seat 1430 / 1600             |                              |                              |                              |
| 6.                           | Juan Carlos Pradera          | Ricardo Comyn                   | Seat 124 Proto               |                              |                              |                              |
| 7.                           | Juan-Bautista Martínez Gemar | Víctor Fernández                | Porsche 914/6 GT             |                              |                              |                              |
| 8.                           | Rivero Squalo                | Goyanes                         | BMW 2002 Ti                  |                              |                              |                              |
| 9.                           | Gekados                      | Gasco                           | Seat 1430 / 1550             |                              |                              |                              |
| 10.                          | Luis Valero                  | Alonso                          | Seat 1430 / 1600             |                              |                              |                              |